# André Raynauld
André Raynauld (20 octobre 1927 à Sainte-Anne-de-la-Pocatière, Québec, Canada - 11 avril 2011 à Montréal) est un économiste, essayiste et homme politique québécois.

## Biographie
Il est professeur de 1954 à 1971 et directeur (1958-1963 et 1965-1967) du Département des sciences économiques de l'Université de Montréal, dont il est le fondateur.
Par la suite, il devient député du Parti libéral d'Outremont à l'Assemblée nationale du Québec (1976-1980).

## Publications
- 1961 : Croissance et structure économique de la province de Québec
- 1964 : Institutions économiques canadiennes

## Distinctions
- 1973 : Ordre du mérite des Diplômés de l'Université de Montréal
- 1986 : Officier de l'Ordre du Canada